# کلاه لبه‌دار (فیلم)
کلاه لبه‌دار (انگلیسی: The Cap) فیلمی کوتاه به نویسندگی و کارگردانی رابرت ای. دانکن محصول سال ۱۹۸۴ است. از بازیگران آن می‌توان به مایکل ایرون ساید اشاره کرد.